# متلازمة كوكاين
متلازمة كوكاين (وتسمى أيضًا متلازمة ويبر، كوكاين، أو متلازمة نيل دينجوول) هو اضطراب وراثي جسمي متنحٍ، قاضٍ و نادر يتميز بفشل النمو، وضعف نمو الجهاز العصبي، والحساسية غير طبيعية لأشعة الشمس (حساسية)، والشيخوخة المبكرة. وفقدان السمع وتشوهات العين (اعتلال الشبكية الصباغي) ومن القواسم المشتركة الأخرى يترافق ذلك مع مجموعة من الاضطرابات تدعى حثل المادة البيضاء leukodystrophies.
وأطلق اسم المتلازمة نسبة إلى الطبيب الإنجليزي كوكاين ألفريد ادوارد (1880-1956).

## أشكال متلازمة كوكاين
- -ويتميز النوع الأول CS، النموذج الكلاسيكي، من خلال نمو الجنين الطبيعي مع بداية شذوذ في العامين الأولين من الحياة. ضعف في الرؤية، والسمع، والنظام العصبي المركزي والمحيطي تتحول تدريجيا حتى وفاته في العقد الأول أو الثاني من الحياة.
- -CS النوع الثاني، والمعروف باسم CS مولدي، ويشمل تطوير عصبية قليلا جدا بعد الولادة. الموت يحدث عادة في سن 7. كما يرافق هذا النوع اضطراب يدعى متلازمة COFS.، حيث تنقسم متلازمة COFS نفسها إلى عدة شروط (COFS نوع 1،2 و 3 (الذي هو في حد ذاته يرتبط مع جفاف الجلد الصباغية).
- -CS النوع الثالث وهو نادر ويتميز ظهور في وقت متأخر. وهو أخف من النوع الأول والثاني.اعراضه

جفاف الجلد المصطبغ.

## التشخيص
يملك الأشخاص الذين يعانون من هذه المتلازمة حجم رأس أصغر من الطبيعي (صغر الرأس) وقامة قصيرة (قزامة) وأعين غائرة ومظهر شائخ. يملك المصابون غالبًا أطراف طويلة مصحوبة بتفقع أو انكماش دائم في المفاصل (عدم القدرة على إرخاء العضلات عند المفصل)، وظهر منحني (حداب)، وقد يكونون نحيلين بشدة (هزال) بسبب فقدان الدهون تحت الجلد. يوحي مظهر الذقن الصغيرة والآذان الكبيرة والأنف النحيل المدبب بالشيخوخة. يتأثر جلد المصابين بمتلازمة كوكاين أيضًا بما يلي: فرط التصبغ والدوالي أو الأوردة العنكبوتية (توسع الشعيرات) وتكون الحساسية الشديدة لأشعة الشمس شائعة حتى لدى الأفراد الذين لا يعانون من النوع الذي يترافق مع جفاف الجلد المصطبغ. في كثير من الأحيان، يعاني مرضى متلازمة كوكاين من حروق شديدة وفقاعات عند أدنى تعرض للحرارة. تتأثر عيون المرضى بطرق مختلفة وتشيع تشوهات العين لدى مرضى متلازمة كوكاين بشكل عام. يشيع حدوث الساد وتعكر القرنية (عتامة القرنية) لدى هؤلاء المرضى أيضًا. قد يحدث فقدان وتلف في ألياف العصب البصري، مما يؤدي إلى ضمور العين. يفقد مرضى المتلازمة السيطرة على حركة العضلات الإرادية واللاإرادية، وهذا يتضح بحدوث الرأرأة (أو حركة العين اللاإرادية) وعدم قدرة الحدقات على التوسع. يعتبر تصبغ الشبكية بمظهر الملح والفلفل علامة نموذجية للمتلازمة. يوضَع التشخيص بعد اختبار إصلاح الحمض النووي الذي يقيس مقدار تعافي الحمض النووي الريبي بعد التعرض للأشعة فوق البنفسجية. لا ترتبط متلازمة كوكاين بزيادة خطر الإصابة بالسرطان على عكس جفاف الجلد المصطبغ، وذلك بصرف النظر عن ارتباطها بالجينات المشاركة في ترميم استئصال النوكليوتيد.

### الدراسات المخبرية
في مرضى متلازمة كوكاين، تُظهِر الخلايا المتعرضة للأشعة فوق البنفسجية انخفاضًا في تخليق الحمض النووي الريبي منقوص الأكسجين والحمض النووي الريبي. تكون الدراسات المخبرية مفيدة في استبعاد الاضطرابات الأخرى بشكل أساسي. على سبيل المثال، يمكن للتصوير الشعاعي للهيكل العظمي، واختبارات الغدد الصماء، ودراسات الكسر الكروموسومي أن تساعد في استبعاد الاضطرابات الموجودة ضمن قائمة التشخيص التفريقي.[بحاجة لمصدر]

### الدراسات التصويرية
قد يكشف التصوير المقطعي المحوسب لدماغ مرضى متلازمة كوكاين عن تكلسات وضمور قشري.[بحاجة لمصدر]

### اختبارات أخرى
يعتبر التقييم السابق للولادة أمرًا ممكنًا في هذه الحالة. يُمكن زراعة خلايا السائل الأمنيوسي لإثبات معاناة الخلايا الجنينية من نقص في تخليق الحمض النووي الريبي بعد التعرض للأشعة فوق البنفسجية.

### عصبيًا
تكشف الدراسات التصويرية عن غياب واسع النطاق لأغلفة الميالين في الخلايا العصبية في المادة البيضاء للدماغ وضمور عام في القشر الدماغي. تُشاهد أيضًا تكلسات في القشر الدماغي والبطامة، وهي منطقة من الدماغ الأمامي تنظم الحركات وتساعد في بعض أشكال التعلم. قد يُشاهد أيضًا ضمور في المنطقة المركزية من المخيخ، وهذا ما يساهم في قلة التحكم بالعضلات والحركات -خاصةً اللاإرادية- والوضعية السيئة المشاهدة عادةً لدى مرضى المتلازمة.[بحاجة لمصدر]

## الأسباب
الطفرات في الجينات هي سبب متلازمة كوكاين. وتشارك البروتينات التي بذلتها هذه الجينات في إصلاح تلف الحمض النووي عن طريق آلية إصلاح النسخ، إلى جانب، وخاصة الحمض النووي في الجينات النشطة. إذا تم تغيير إما ERCC6 أو الجين ERCC8، لا يتم إصلاح الحمض النووي من التلف. وتتراكم هذه الأضرار، فإنه يمكن أن يؤدي إلى الخلايا المعطوبة أو موت الخلية.

## التدبير والعلاج
لا يوجد علاج دائم لهذه المتلازمة، ولكن يمكن علاج بعض الأعراض التي يعاني منها المرضى. ينصح الأطباء عادةً باللجوء إلى العلاج الفيزيائي والعمليات الجراحية البسيطة للأعضاء المصابة، كإزالة الساد مثلًا. يُوصَى المرضى أيضًا بارتداء ملابس ووضع مستحضرات واقية من الشمس ذات عامل حماية عالي؛وذلك بسبب حساسية مرضى متلازمة كوكاين العالية تجاه الأشعة فوق البنفسجية. قد تساعد التغذية الجيدة أيضًا في التأقلم مع المتلازمة. يُنصح الوالدات بالحصول على استشارة وراثية، إذ يمتلك الاضطراب فرصة انتقال تُقدَّر بنحو 25% إلى أي طفل من أطفالهم المستقبليين. كذلك، يمكن أن يلجأ الوالدان لاختبار ما قبل الولادة أيضًا. يعتبر تجنب ولادة أشقاء آخرين مصابين بالمتلازمة أحد الجوانب المهمة في تدبير المرض لدى الأسرة. تساهم معرفة العيوب الجينية المسببة للمرض في تقديم المشورة الوراثية وتوفير الاختبارات التشخيصية السابقة للولادة للأسر التي تملك طفلًا مصابًا.

## علم الوراثة
ويصنف كوكاين متلازمة وراثيا على النحو التالي :
نوع  OMIM  جينة
A   ERCC8
B   ERCC6
C   لا شيء معروف

## الأعراض
1- الخارجية:
صغر حجم الرأس، وقصر القامة، والعيون الغارقة، «سن» نتطلع. يسبب قصر الأصابع وغياب الأظافر، وزن الجنين المنخفض، مشاكل التغذية عند الجنين، تأخر نمو العظام، ملامح تاوجه الخشنة من حيث كبر حجم وسماكة الأنف والفم والحواجب والرموش.
2- الداخلية:
صعوبات التعلم، التهابات الجهاز التنفسي خلال الطفولة، المفاصل المتراخية.

## روابط خارجية
- 'Amy and Friends' — a friendly charity based in the UK supporting children with Cockayne Syndome
- Share and Care Cockayne Syndrome Network
- cockayne على جين تيستز التابع لمعاهد الصحة الوطنية الأمريكية/جامعة واشنطن
- This article incorporates some public domain text from The U.S. National Library of Medicine